# 丸森町
丸森町（日语：／ Marumori machi */?）是位於日本宮城縣最南端的町，隸屬於伊具郡。轄區除北部為平地外皆被山岳包圍，阿武隈川流經北部的城鎮中心並往北流，當地人口則集中在北部的丸森和館矢間地區。丸森町在江戶時代至明治時期作為阿武隈川河運的河港而相當繁榮。當地在對外通勤與就學上較依賴仙台市和北邊的角田市。

## 地理
丸森町境內約70.8%的面積被森林覆蓋，10.3%的土地為農業用地。流經北部地區的阿武隈川和其支流雉子尾川、内川等河在該區形成地勢平坦的地形。西部坐落著窣倉山等海拔約600公尺的山岳，東部則以天明山等海拔約500公尺的山岳與福島縣相馬市、新地町和縣內的山元町為界，使當地的地形呈盆地狀。而阿武隈川及其支流的周邊地區則於1988年11月被指定為阿武隈溪谷縣立自然公園。

### 氣候
丸森町屬於太平洋側氣候，冬季多為晴天且降雨量較少。根據統計，1991年至2020年丸森町的年均溫為12.2℃，年均降雨量則為1298.7毫米。當地的平均風速則達到每秒2.2公尺。

## 歷史
戰國時代，丸森地區成為伊達氏和相馬氏爭奪的領地。江戶時代，當地成為仙台藩的領地，並由仙台藩統治至明治維新時期。當地在此時期作為阿武隈川河運的河港與稻米等貨物的轉運地而繁榮。而境內的金山地區在近代盛行養蠶產業，並且生產名為金山紬（仙台紬）的紡織品。
昭和29年（1954年）12月1日，丸森町和金山町、筆甫村、大内村、小齋村、館矢間村、大張村與耕野村合併成現今的丸森町。
| 1889年（明治22年）以前 | 1889年（明治22年4月1日） | 1897年（明治30年） | 1928年（昭和3年）           | 1954年（昭和29年）起 |
| ---------------------- | ------------------------ | ------------------ | --------------------------- | -------------------- |
| 丸森村                 | 丸森村                   | 丸森町             | 丸森町                      | 丸森町               |
| 金山村                 | 金山村                   | 金山町             | 金山町                      | 丸森町               |
| 筆甫村                 | 筆甫村                   | 筆甫村             | 筆甫村                      | 丸森町               |
| 大内村                 | 大内村                   | 大内村             | 大内村                      | 丸森町               |
| 伊手村                 | 大内村                   | 大内村             | 大内村                      | 丸森町               |
| 小齋村                 | 小齋村                   | 小齋村             | 小齋村                      | 丸森町               |
| 大藏村                 | 大張村                   | 大張村             | 大張村                      | 丸森町               |
| 川張村                 | 大張村                   | 大張村             | 大張村                      | 丸森町               |
| 耕野村                 | 耕野村                   | 耕野村             | 耕野村                      | 丸森町               |
| 館山村                 | 館矢間村                 | 館矢間村           | 館矢間村 旧小田村併入角田町 | 丸森町               |
| 山田村                 | 館矢間村                 | 館矢間村           | 館矢間村 旧小田村併入角田町 | 丸森町               |
| 木沼村                 | 館矢間村                 | 館矢間村           | 館矢間村 旧小田村併入角田町 | 丸森町               |
| 松掛村                 | 館矢間村                 | 館矢間村           | 館矢間村 旧小田村併入角田町 | 丸森町               |
| 小田村                 | 館矢間村                 | 館矢間村           | 角田町                      | 角田市               |

## 行政
現任町長保科鄉雄於2022年12月在選舉中第3次成功連任，其任期將持續至2027年1月。

## 經濟
根據日本2015年的國勢調查統計，丸森町的就業人口中約12.9%從事第一級產業，40.7%的就業人口從事第二級產業，其餘的46.4%則從事第三級產業。當地各級的就業人口數近年來逐漸減少，其中以從事第一級產業的就業人口數的下滑程度最明顯。而2011年3月發生的福島第一核電廠事故則對當地的各種產業造成經濟上的影響。
由於丸森町擁有阿武隈溪谷縣立自然公園等自然和歷史資源，因此當地也相當盛行觀光業。根據統計，自2006年起至2019年，丸森町每年約有45萬至60萬的遊客到訪。2019年和2020年則分別受到強烈颱風哈吉貝和嚴重特殊傳染性肺炎疫情的影響，使遊客人數下降至約38萬至39萬人次。

## 教育
丸森町内共有2所小學校和1所中學校。根據2020年的統計，境內的小學校共有488名學生，中學校則共有263名學生。

## 交通
國道113號由北往東穿越丸森町的東部地區，國道349號則由東往北通過轄區北部。鐵路方面，阿武隈急行的阿武隈急行線通過丸森町，並在境內設置北丸森站、丸森站和阿武隈站。

## 姐妹城市
丸森町與以下日本城市為友好姐妹城市:
| 市町村 | 都道府縣 | 締結日期  |
| ------ | -------- | --------- |
| 北見市 | 北海道   | 1996年8月 |

丸森町與以下外國城市為友好姐妹城市:
| 國家 | 城市           | 締結日期      |
| ---- | -------------- | ------------- |
| 美国 | 赫米特（加州） | 1990年5月12日 |